# Rinorea racemosa
Rinorea racemosa là một loài thực vật có hoa trong họ Hoa tím. Loài này được (Mart.) Kuntze miêu tả khoa học đầu tiên năm 1891.